# De zonen van Van As - De cross
De zonen van Van As - De cross is een Vlaamse komedie- en familiefilm uit 2022 die gebaseerd is op de Vlaamse televisieserie De zonen van Van As, in een regie van Thomas De Cock. De film diende als afsluiter voor vijf seizoenen van de serie.

## Verhaal
Oprichter Frans Van As geeft na een beroerte zijn bouwbedrijf uit handen aan zijn kleindochter Linde en haar man Dick. Zij organiseren als hoofdsponsor een lokale koers in het veldrijden, maar een brand op het terrein daags voor de wedstrijd zorgt voor spanningen en misverstanden.

## Rolverdeling

### Hoofdrollen
| Acteur             | Personage                  |
| ------------------ | -------------------------- |
| Jaak Van Assche    | Frans Van As               |
| Peter Thyssen      | Herman Van As              |
| Tania Kloek        | Martine Baels              |
| Carry Goossens     | Frakke                     |
| Peter Van den Eede | Jean-Pierre "Jempie" Dirix |
| Ben Segers         | Dick Raymaeckers           |
| Rilke Eyckermans   | Linde Van As               |
| Jonas Van Geel     | Kevin Van As               |
| Wouter Bruneel     | Jan "Bambi" Baels          |
| Maaike Cafmeyer    | Belinda                    |

### Bijrollen
| Acteur            | Personage        |
| ----------------- | ---------------- |
| Camilia Blereau   | Hilda De Smedt   |
| Luk Wyns          | Glenn Vandamme   |
| Vic De Wachter    | Roland           |
| Vincent Van Sande | Tuur             |
| Carlos Schram     | Lode             |
| Sam Gooris        | zichzelf (cameo) |
| Niels Albert      | zichzelf (cameo) |

## Productie
De film is een productie van R.V. Productions, geschreven door Johan Heselmans en Dirk Thys en geregisseerd door Thomas De Cock. De draaidagen gingen voornamelijk door in Tremelo in februari en maart 2022. De Balenberg werd gebruikt als terrein voor de opnames van de veldrit. De film, die in première ging op 7 december 2022, werd door Just Entertainment verdeeld in de Belgische bioscopen. De duurtijd is 100 minuten.